# Joseba Pagazaurtundúa
Joseba Pagazaurtundúa Ruiz (Hernani, 27 de diciembre de 1957-Andoáin, 8 de febrero de 2003) fue un agente de policía español, jefe de la Policía Local de Andoáin cuando fue asesinado por Euskadi Ta Askatasuna (ETA).

## Biografía

### Militancia
José Luis Pagazaurtundúa Ruiz nació el 27 de diciembre de 1957 en Andoáin. Su madre, Pilar Ruiz Albisu, hija de un represaliado, Isidro Ruiz Arroyo, fue ella misma refugiada de guerra y, tras el asesinato de su hijo, se convirtió en un referente por las libertades en el País Vasco.
Creció en seno de una familia nacionalista vasca, y a los 16 años ingresó en ETA político-militar (ETA-pm), siendo detenido un año después.[cita requerida] En 1974 interrumpió su militancia política; comenzó la carrera de Empresariales pero la abandonó para reemprender su actividad política y social. En 1976 se afilió a Euskal Iraultzarako Alderdia, partido del entorno de ETA-pm que apostó por las vías políticas y que fue el embrión de Euskadiko Ezkerra (EE). Pasó al Partido Socialista de Euskadi (PSE), donde ya militaban dos de sus hermanos, Maite e Iñaki, al fusionarse EE con el PSE en 1993.

### Policía
A finales de la década de 1970 entró por oposición en la Policía Local de Andoáin. Fue el responsable de la desarticulación de un grupo del Batallón Vasco Español, una organización del terrorismo de extrema derecha que operó en los años de la Transición en connivencia con elementos de las fuerzas de seguridad españolas.
A mediados de los años 1990, con el PSE gobernando en el municipio, Pagazaurtundúa fue nombrado sargento jefe de la Policía Municipal de la localidad. Sin embargo, en 1998, como consecuencia del acoso y las amenazas recibidas por parte de la organización Jarrai, se le destina en comisión de servicios en la Ertzaintza, en Laguardia (Álava). Durante los años que trabaja en esta localidad, proporciona datos sobre actividades terroristas que en manos de la Guardia Civil llevan a la detención de un comando.
En 1999, con ETA en tregua, al estimarse que las amenazas habían desaparecido, fue obligado a volver a Andoáin contra su voluntad. Desde entonces siguió sufriendo el acoso del entorno de ETA, quemándole el coche en varias ocasiones, tirando cócteles molotov al balcón de su casa, además de recibir continuas amenazas de muerte.
El 7 de mayo de 2000, ETA asesinó en Andoáin a su amigo José Luis López de Lacalle, periodista y fundador del Foro Ermua.
Pagazaurtundúa estaba casado y tenía dos hijos. Era miembro de la Agrupación Socialista de Andoáin, estaba afiliado a la Unión General de Trabajadores y era miembro de la plataforma ciudadana ¡Basta Ya!. Su hermana Maite era concejal del PSE-EE en Urnieta (Guipúzcoa) y pertenecía a la misma plataforma ciudadana.

### Asesinato
El 8 de febrero de 2003, encontrándose de baja laboral, fue asesinado por un comando de ETA en el bar Daytona de la localidad donde trabajaba, de cuatro tiros a bocajarro en la cabeza, el hombro y el estómago. En el Ayuntamiento de Andoáin, gobernado entonces por Euskal Herritarrok, se convocó un pleno en el que se solicitó la condena del asesinato del jefe de la policía, pero tanto el alcalde como el resto de concejales de su grupo se negaron a hacerlo.
La familia Pagaza hizo públicas unas cartas que el asesinado escribió al consejero de Interior del Gobierno vasco, Javier Balza, en las que denunciaba su desamparo frente a ETA y aseguraba: «Cada día veo más cerca mi fin a manos de ETA». El ayuntamiento de Laguardia concedió la insignia de oro a Pagazaurtundúa a título póstumo, en reconocimiento su trabajo en el municipio. Un año después de su asesinato, el ayuntamiento de Andoáin le concedió la medalla al Mérito con los votos a favor de PSE, PP e IU y los votos en contra de PNV-EA.
Con motivo del primer aniversario del asesinato de Joseba Pagaza, el escultor Agustín Ibarrola regaló al municipio una escultura de acero denominada La casa de Joseba, instalada junto a la plaza. Dicha escultura acoge anualmente los homenajes a Pagazaurtundúa que celebran por un lado el PSE y por otro lado la Fundación para la Libertad junto a la familia y amigos de Joseba.
El 3 de agosto de 2010 se anunció la detención del asesino de Joseba Pagazaurtundúa.